# Choro Q 64 2: Hachamecha Grand Prix Race
Choro Q 64 2: Hachamecha Grand Prix Race (チョロQ64 2 ハチャメチャグランプリレース, Choro Q64 2 Hachamechaguranpuriresu) est un jeu vidéo de course sorti en 1999 sur Nintendo 64. Le jeu a été développé par Locomotive Games et édité par Takara.
Le jeu fait partie de la série Choro Q. Il est compatible avec le jeu Choro Q Hyper Customable, sorti sur Game Boy, en utilisant le Transfer Pak.